# Ioan Gyuri Pascu
Ioan Gyuri Pascu (Szentágota, 1961. augusztus 31. – Bukarest, 2016. szeptember 26.) romániai popénekes, producer, színész és humorista, a román Divertis társulat tagja. A rock, rhythm & blues, reggae és jazz stílusok közt válogatva a több hangszeren is játszó Pascu főképpen az 1990-es évek táján tett szert sikerre, a The Blue Workers együttes frontembereként pedig más együtteseket is alapított. A Tempo Music révén számos alternatív zenei társulat menedzsere, ezzel egyidejűleg pedig a román kereskedelmi rádiózás kritikusa volt.

## Élete
Pascu a jelenleg Szeben megyében található Szentágota városában született, itt végezte általános iskolai tanulmányait is. Apja román, édesanyja félig magyar származású, anyai ágon lengyel és szlovák felmenőkkel is rendelkezik. Anyja római katolikus, apja, Gyurihoz hasonlóan, román ortodox vallású volt. Neve tükrözi komplex örökségét: szülei a román Ioant (a magyar János megfelelője) választották keresztnevének; második neve azonban a magyar Gyurika, mely viszont születési anyakönyvi kivonatában Ghiuricoként szerepel. Ezzel egyidejűleg Pascu, aki folyékonyan beszélte a magyar nyelvet, a Gyuri használatát preferálta.

## Diszkográfia[4]
- Ar putea fi (1992)
- Mixed Grill (1993)
- Mașina cu jazzolină (1994)
- Casetă pentru minte, inimă și gură (1996)
- Gânduri nevinovate (1997)
- Lasă (muzică de casă) (2000)
- Stângul de a visa (2002)
- Prinde o stea (2003)
- Jocul de-a joaca (2004)
- La jumătatea vieții (2007)
- Tropa, Tropa...Europa! (cu Lian Cubleșan; 2012)
- Electromagnetic Love (2013)[5]

## Diszkográfia
- Cucoana Chirița (1986)
- Egy felejthetetlen nyár (1994)
- Corul Pompierilor (2000) - Rusul
- Nyugat (2002) - Gică
- Canton (2004)
- Agyő, Bukarest (2006) - taxisofőr
- Vine poliția! (2008) - Fane Popovici
- Tabló (2008)
- Dreileben III: Egy perc a sötétségben (2011) - Egon Scheer
- Omega Rose (2015)